# Dennis Kristensen
Dennis Kristensen (født 13. februar 1953) er udlært portør og var i perioden 2002 - 2018 forbundsformand i FOA, tidligere Forbundet af Offentligt Ansatte, efter Poul Winckler.
Kristensen stoppede som formand i april 2018, efter han var fyldt 65 år, da formanden ifølge forbundets love skal stoppe, når vedkommende når folkepensionsalderen. Han blev afløst af Mona Striib.

## Øvrige hverv
- Tidligere formand for Offentligt Ansattes Organisationer (OAO)
- Medlem af bestyrelsen i Lønmodtagernes Dyrtidsfond (LD), indstillet af LO og udpeget af beskæftigelsesministeren.
- Bestyrelsesformand for PenSam Holding

## Tidligere tillidsposter
- Indtil 2007: Formand for Kommunale Tjenestemænd og Overenskomstansatte (KTO)
- 2002: Formand for forhandlingssamarbejdet Kbh. og Frb. Fællesrepræsentation
- 1996: Afdelingsformand for FOA Afdeling 1
- 1985: Medlem af Dansk Kommunal Arbejderforbund (DKA) hovedbestyrelse
- 1985: Afdelingsformand for Kommunale Specialarbejderes Organisation (KSO)
- 1979: Næstformand i sygehusets hovedsamarbejdsudvalg
- 1977: Bestyrelsesmedlem i DKA-afd. Kommunale Specialarbejderes Organisation (KSO)
- 1977: Tillidsrepræsentant og klubformand for portørerne på Herlev Amtssygehus